# Velká Buková
Obec Velká Buková (německy Groß Buchen) se nachází v okrese Rakovník, kraj Středočeský, zhruba 11 km jihovýchodně od Rakovníka a 2 km západně od Křivoklátu. Žije zde 280 obyvatel.
V západní části obce byla postavena rozhledna a slavnostně otevřena 28. září 2009.

## Historie
První písemná zmínka o obci pochází z roku 1386.

### Územněsprávní začlenění
Dějiny územněsprávního začleňování zahrnují období od roku 1850 do současnosti. V chronologickém přehledu je uvedena územně administrativní příslušnost obce v roce, kdy ke změně došlo:
- 1850 země česká, kraj Praha, politický okres Rakovník, soudní okres Křivoklát[4]
- 1855 země česká, kraj Praha, soudní okres Křivoklát
- 1868 země česká, politický okres Rakovník, soudní okres Křivoklát
- 1939 země česká, Oberlandrat Kladno, politický okres Rakovník, soudní okres Křivoklát[5]
- 1942 země česká, Oberlandrat Praha, politický okres Rakovník, soudní okres Křivoklát[6]
- 1945 země česká, správní okres Rakovník, soudní okres Křivoklát[7]
- 1949 Pražský kraj, okres Rakovník[8]
- 1960 Středočeský kraj, okres Rakovník
- 2003 Středočeský kraj, obec s rozšířenou působností Rakovník

### Rok 1932
V obci Velká Buková (přísl. Malá Buková, 441 obyvatel) byly v roce 1932 evidovány tyto živnosti a obchody: holič, 4 hostince, jednatelství, knihař, kovář, krejčí pro dámy, krejčí pro pány, lakýrník, 2 obuvníci, pila, písek, obchod s lahnovým pivem, pokrývač, 16 rolníků, 2 řezníci, 2 obchody se smíšeným zbožím, obchod s hospodářskými stroji, trafika, 2 truhláři, zednický mistr.

## Pamětihodnosti
- Socha svatého Jana Nepomuckého na návsi
- Socha svatého Václava
- Rozhledna Velká Buková
- Přírodní rezervace Nezabudické skály

## Části obce
Obec Velká Buková se skládá ze tří částí na dvou katastrálních územích:
- Velká Buková (i název k. ú.)
- Kalubice (i název k. ú.)
- Malá Buková (leží v k. ú. Velká Buková)

## Doprava
Dopravní síť
- Pozemní komunikace – Do obce vede silnice III. třídy.

- Železnice – Železniční trať ani stanice na území obce nejsou.

Veřejná doprava 2011
- Autobusová doprava – V obci zastavovaly autobusové linky Křivoklát – Nezabudice – Velká Buková – Roztoky (v pracovních dnech 1 spoj) (dopravce Autobusová doprava Kohout, s. r. o.), Rakovník-Nezabudice-Hřebečníky,Týřovice (v pracovních dnech 2 spoje) (dopravce ANEXIA s. r. o.). O víkendech byla obce bez dopravní obsluhy.